# Cladonota paradoxa
Cladonota paradoxa är en insektsart som beskrevs av Ernst Friedrich Germar. Cladonota paradoxa ingår i släktet Cladonota och familjen hornstritar. Inga underarter finns listade i Catalogue of Life.